# Senator, you're no Jack Kennedy

« Senator, you're no Jack Kennedy » (« Sénateur, vous n'êtes pas Jack Kennedy » en français) est une réponse faite par le sénateur démocrate Lloyd Bentsen au sénateur républicain Dan Quayle au cours du débat de 1988 opposant les deux candidats à la vice-présidence des États-Unis. Lloyd Bentsen soutenait la candidature démocrate de Michael Dukakis à la présidence.
« Jack Kennedy » est une référence à John F. Kennedy, le 35e président des États-Unis. 
Depuis ce débat, l'expression « You're no Jack Kennedy » est devenue une phrase culte en politique notamment utilisée pour dénigrer une personne considérée comme trop prétentieuse.

## Contexte
Le débat s'est tenu le 5 octobre 1988 au Civic Auditorium de Omaha dans le Nebraska. L'un des animateurs de ce débat, Judy Woodruff, entre sur scène et dit au public : « En considérant les statistiques depuis la deuxième guerre mondiale, il y a une chance sur deux pour qu'un des deux hommes présent ici ce soir devienne président des États-Unis ».

Les participants
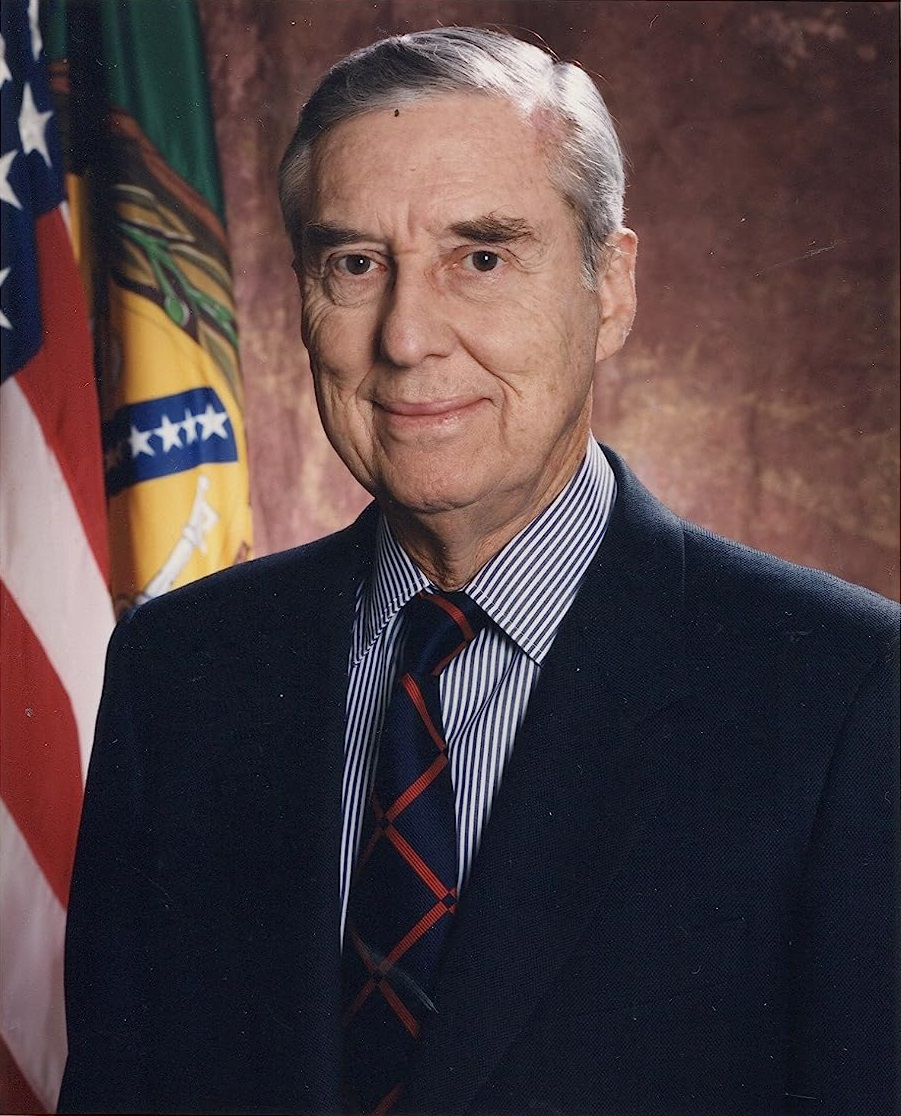
Lloyd Bentsen soutient la candidature à la présidentielle du démocrate Michael Dukakis. Il est à l'origine de l'expression.
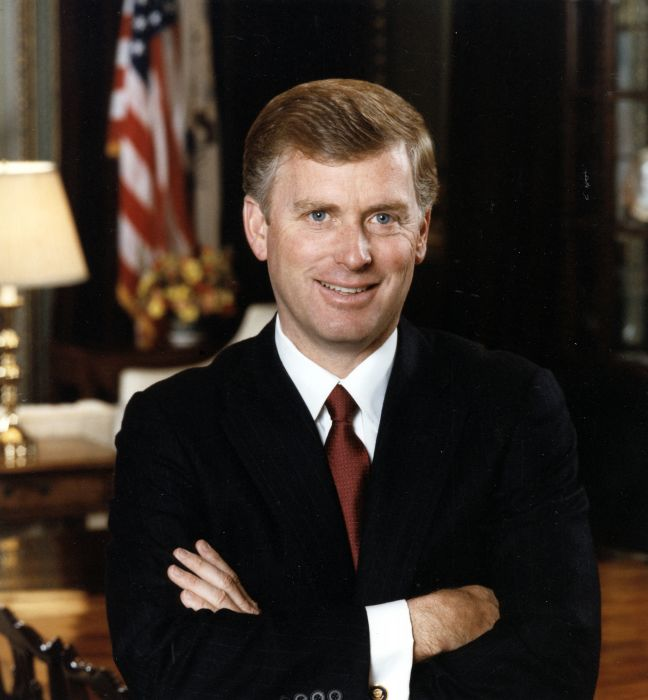
Dan Quayle soutient la candidature à la présidentielle du républicain George H. W. Bush qui a finalement remporté l'élection.

Au moment du débat, trois vice-présidents se sont succédé à cause de problèmes de santé ou à la suite d'une démission (neuf au total jusqu'aujourd'hui) et un vice-président en exercice a dû quitter ses fonctions car élu président, ce depuis la deuxième guerre mondiale (cinq au total jusqu'aujourd'hui).
Lorsque Dan Quayle est devenu candidat à la vice-présidence sous le mandat de George H. W. Bush, sa candidature a beaucoup été commentée par la presse. D'abord son âge (41 ans à cette époque), son expérience limitée en tant que sénateur, ses diplômes universitaires, son service au sein de la Garde Nationale (ce qui lui aurait permis, selon les démocrates, d'éviter d'être déployé au Viêt Nam pendant la guerre,) et sa capacité à diriger la nation en cas d'incapacité du Président (un thème majeur dans le débat de 1988).
Dan Quayle s'est à de nombreuses reprises comparé à Kennedy dans son discours de candidature.
Dans un débat humoristique avec Dennis Eckart (en), Lloyd Bentsen lâcha la remarque « vous n'êtes pas Jack Kennedy et George H. W. Bush n'est pas non plus Ronald Reagan ».
Dan Quayle n'a pas directement comparé sa réussite à celle de Jack Kennedy ; il faisait référence à la durée de son mandat au Congrès. En effet, Dan Quayle a été membre du Congrès pendant 12 ans et Kennedy pendant 14 ans. Quand Kennedy obtint l'investiture démocrate en 1960, il avait moins d'expérience que ses principaux opposants, d'expérimentés sénateurs.

## Transcription
La description complète du débat vice-présidentiel de 1988 peut être consultée sur le site de la Commission des débats présidentiels : www.debates.org.

« (en) Bentsen: Senator, I served with Jack Kennedy. I knew Jack Kennedy. Jack Kennedy was a friend of mine. Senator, you're no Jack Kennedy. (Prolonged shouts and applause.) What has to be done in a situation like that is to call in the... »

« Bentsen : Sénateur, j'ai servi avec Jack Kennedy. J'ai connu Jack Kennedy. Jack Kennedy était un de mes amis. Sénateur, vous n'êtes pas Jack Kennedy. (De longs cris et applaudissements.) Ce qui doit être fait dans une telle situation c'est d'appeler... »

## Conséquences
La réponse de Dan Quayle à Lloyd Bentsen a été jouée et rejouée par les démocrates dans leurs spots publicitaires. Cette phrase était du pain bénit pour les humoristes et dessinateurs de cartoons qui représentaient Dan Quayle comme un lion ou un enfant (le Saturday Night Live continue d'utiliser un enfant pour jouer Dan Quayle dans plusieurs de ses sketchs).
Néanmoins, le duo Bush-Quayle s'imposa dans les urnes face au duo Dukakis-Bentsen avec 8% d'écart. Les démocrates n'ont remporté que dix États et la tirade de Bentsen, même si elle resta dans les annales, ne lui permit même pas de conquérir son Texas natal et d'autres États du Sud.